# Melanella spiridioni
Melanella spiridioni is een slakkensoort uit de familie van de Eulimidae. De wetenschappelijke naam van de soort is voor het eerst geldig gepubliceerd in 1896 door Dautzenberg & Fischer H..